# Onychogalea
Onychogalea es un género de marsupiales diprotodontos de la familia Macropodidae conocidos vulgarmente como los walabíes de rabo pelado. Poseen un espolón característico en la punta de la  cola, similar a una uña.

## Especies
Incluye de tres especies, de las cuales sólo una (Onychogalea unguifera) ha sobrevivido al asentamiento europeo en Australia. De las otras dos, una se encuentra extinta (Onychogalea lunata), y la otra (Onychogalea fraenata) se creyó extinta durante décadas, y en la actualidad está seriamente amenazada.
- Onychogalea fraenata
- Onychogalea lunata †
- Onychogalea unguifera